# Mi buen querer
Mi buen querer (título en portugués, Meu bem querer) es una telenovela brasileña, que fue producida y emitida por Rede Globo desde el 24 de agosto de 1998 hasta el 20 de marzo de 1999, sustituyendo a Cuerpo dorado y antecediendo a Andando en las nubes. Fue la 57.ª "novela de las siete" mostrada por la emisora.
Escrita por Ricardo Linhares, con la colaboración de Leonor Bassères, Nelson Nadotti, María Elisa Berredo y Glória Barretoentre; supervisión de texto a cargo de Aguinaldo Silva; con la dirección de Luis Henrique Ríos, João Camargo y Alexandre Avancini; con la dirección general de Ricardo Waddington; y el argumento a cargo de Marcos Paulo.
Protagonizada por Alessandra Negrini y Murilo Benício, con las participaciones antagónicas de Flávia Alessandra, Leonardo Brício y Marília Pêra y con las actuaciones estelares de José Mayer, Ângela Vieira, Mauro Mendonça, Lília Cabral, Cláudio Corrêa e Castro y Ary Fontoura.

## Producción
Ricardo Linhares fue designado como el único autor de la serie, que era básicamente una reinterpretación de las exitosas tramas rurales de Aguinaldo Silva, ambientada en el escenario del noreste de Brasil, como Tieta, Te odio, mi amor, Fiera radical y La indomable, en las que fue coautor de Silva. Silva supervisó los primeros 24 capítulos de la trama. La novela tenía los títulos provisionales de Tierra del Sol y Espejismos.
Uniendo los universos ficticios de Aguinaldo Silva y Ricardo Linhares, el escenógrafo Mario Monteiro creó calles y alamedas con nombres extraídos de otras obras de los autores, como Calle Greenville, Callejón de Cinira, Plaza Altiva Mendoza y Albuquerque, etc. En el primer capítulo, había una referencia a las novelas La indomable y Fiera radical, cuando en la primera escena se mostraron letreros con las distancias de Santo Tomás de Atrás hasta las ciudades vecinas Greenville y Tubiacanga. 
Parte de la trama se filmó en el estado donde está ambientada, Ceará, con grabaciones en las playas de Canoa Quebrada, Morro Branco y Jericoacoara, además de grabaciones en la capital, Fortaleza. Según lo que reveló el canal en ese momento, cada capítulo de Mi Buen Querer costó alrededor de 90 mil reales, el mismo valor que las otras telenovelas que estaban en el aire (Pecado Capital y Torre de Babel) y un vestuario al estilo de las "telenovelas de las ocho de la noche".
Marília Pêra, insatisfecha con el giro que tomó su personaje, pidió abandonar la serie. En una entrevista con Mauro Ventura, del diario O Globo, Marília explicó su salida:

Adoro a [Ricardo] Linhares, mi personaje era muy bueno, mi única molestia era que Custodia mataba a los niños. (...) Debuté en el teatro con 'Medea', a los 4 años. Henriette Morineau tuvo el papel principal (de la mujer que, traicionada por su esposo Jason, mató a sus hijos en venganza). Yo fui una de los dos hijos. ¡Ella me mataba todas las noches! Tal vez por eso no quería ser una Medea en la televisión.
Marília Pêra

El autor eligió matar al personaje, causando un "¿Quién mató?" al final de la trama. Por su interpretación, Marília recibió el trofeo Máster a la mejor actriz aquel año.

## Estreno
Mi Buen Querer salió al aire el 24 de agosto de 1998, ocupando el espacio de las siete de la noche del canal. Dos semanas después, debutó en SIC, en Portugal.

### Intro de apertura
La apertura de la telenovela utilizó arte de arena, que es típico de Ceará, y puso de relieve a la banda sonora, una canción homónima cantada por Djavan en una nueva grabación. La grabación original de 1980 fue el tema de Corazón Alado, la telenovela de Janete Clair, presentada en 1980, y el año anterior, 1997, fue la canción de los personajes Felipe (Mateus Rocha) y Carolaine (Nívea Stelmann) en la telenovela La indomable. La canción ganó el premio al mejor tema de telenovela. La apertura llegó en un orden desordenado: primero, la antagonista Marília Pêra, apareció primero y José Mayer segundo, y luego los protagonistas y antagonistas.

## Argumento
La historia está ambientada en la ciudad ficticia de Santo Tomás de Atrás, en la costa noreste de Brasil (Ceará) y gira en torno a cuatro jóvenes que se conocen desde la infancia: Antônio Mourão (Murilo Benício), Rebeca (Alessandra Negrini), Livia (Flávia Alessandra) y Juliano (Leonardo Brício). 
Antonio es un huérfano que fue criado por el padre Ovidio (Cláudio Corrêa e Castro), quien oculta su origen, y tiene dos sueños en la vida: graduarse en Medicina (acaba de aprobar el examen de ingreso a la mejor universidad de Fortaleza) y casarse con la dulce y serena Rebeca, una de las hijas de su padrino, el pastor protestante Bilac (Mauro Mendonça). El romance entre los dos sufre intromisiones de la rivalidad entre Bilac y Ovidio, ex amigos que se disputan a los fieles de la ciudad.
Antonio y Rebeca son separados gracias a las artimañas de Livia, la hija menor del pastor Bilac, que es rechazada porque su madre murió el día de su nacimiento. La mujer de campo sueña con abandonar la vida en el pequeño pueblo para vivir en la gran ciudad y ve en Antonio la oportunidad de hacer realidad su deseo, incluso sabiendo el romance entre el muchacho y su hermana, y su deseo de viajar juntos. En el día señalado, Rebeca se divide entre su padre y su amado, y termina quedándose en la ciudad, mientras que Livia se embarca con Antônio. Livia termina por armar una situación para seducirlo y logra quedar embarazada de él, obligando a Antonio a casarse y vivir en la capital. Al escuchar la noticia, Bilac aprovecha la decepción de Rebeca y prepara su matrimonio con Juliano, un alumno que ha estado preparando desde que era un niño para continuar su trabajo en la iglesia y su familia. Juliano está enamorado de Livia, quien, aunque ella lo rechaza, le gusta provocarlo. Su carácter astuto y envidioso se revelará en toda la trama.
Seis años después y ya separados, la pareja Antonio (ahora médico en la posta de salud de la ciudad) y Livia (una estilista exitosa propietaria de una tienda de ropa) regresan a Santo Tomás de Atrás con un hijo, Júnior (Helder Agostini). Mientras tanto, Juliano y Rebeca tuvieron una niña, Ester (Camila Farias). Los dos niños se encuentran y se hacen grandes amigos. Poco a poco, las parejas se acercan y el amor de Antonio y Rebeca resurge, a pesar de la aparición de nuevos obstáculos. Posesivo, Juliano ve a Antonio como la fuente de todas sus frustraciones y hace todo lo posible para mantener alejadas a Rebeca y Livia. Después de que Rebeca pide la separación y la custodia de su hija, Juliano se convierte en el pastor de la ciudad, en lugar de Bilac, usando esta posición para perjudicar a Antonio.

### Tramas paralelas
Doña Custodia (Marília Pêra) es una misteriosa mujer que despierta la curiosidad de todos en el lugar por no salir de casa durante más de 30 años, lo que no le impide controlar la vida de los habitantes de allí. Pero tendrá que enfrentarse a la resistencia de una bollera llamada Toña (Arlete Salles), quien se rebela contra la villana. Custodia obliga a su hermano Ignacio a postular a la prefectura. Ignacio, junto con su mejor amigo Martín (José Mayer), llegan a convertirse en el prefecto y viceprefecto.
Ignacio es esposo de la extravagante Verena (Lília Cabral), que pasa más tiempo en Miami que en la ciudad, y tiene un romance nada secreto con la codiciada Ava Maria Gardner (Ângela Vieira). Ignacio y Ava soportan el dolor de haber perdido a dos hijos gemelos en un incendio que destruyó la guardería donde estaban, poco después del nacimiento. Martín está enamorado en secreto de Ava, pero solo es luego de la inesperada muerte de Ignacio que ambos se acercan, al mismo tiempo que se convierte en alcalde de la ciudad, pese a su extraña alergia a cualquier comentario sobre política. La fuerza política de Custodia también afectará el trabajo de Martín, tras revelar que está enamorada de él.
Custodia también tiene varias plantaciones de castañas, donde obliga a trabajar a niños. Y no solo los niños son humillados, sino también su sirvienta, Georgina (Rosi Campos).

### Fin de la trama
Después de otra fricción entre los dos, Antonio y Juliano descubren que son hermanos, los hijos gemelos de Ignacio y Ava. Años atrás, Custódia, tía de los muchachos, al descubrir que no podía tener hijos y sabiendo que podía perder parte de la herencia a causa de sus sobrinos recién nacidos, mandó prender fuego a la guardería. Sin embargo, los niños fueron salvados y entregados al Padre Ovidio y al Pastor Bilac. Con los riesgos que estaban tomando y sintiéndose incapaces de protegerlos de Custodia, decidieron guardar el secreto y crearlos por separado.
La revelación hace que el personaje de Juliano se vuelva aún más loco, creyéndose un enviado de Dios. Acompañado por un grupo de seguidores fanáticos, decide vivir dentro del bosque que rodea a Santo Tomás de Atrás y planea llevar a su hija Ester con él, pero Rebeca se escapa con la niña y se esconde en un galpón abandonado. Juliano descubre el escondite y, demostrando que tiene cierto poder paranormal, emana de sus propias manos un calor tan fuerte que incendia el lugar. Rebeca y su hija logran escapar con la ayuda de Antonio y Juliano es internado en un sanatorio.
Custodia tiene un final trágico, cuando es misteriosamente asesinada. En el último capítulo, se reveló la identidad del asesino: Georgina, el ama de llaves de Custodia, revela ser la verdadera asesina porque creyó que su patrona compensaría todos los años de servicios prestados incluyéndola en su testamento como la única heredera, matándola con una puñalada. En ese momento, Georgina ya imitaba las maneras y gestos de Custodia, siendo desenmascarada por el comisario y arrestada.
Livia muere después de dar a luz al niño generado en la violación que sufrió de Juliano, no sin antes revelar que el hijo no era de Antonio. Antonio y Rebeca deciden cuidar al niño y casarse en el último capítulo. En la escena final, el elenco se baña en una lluvia de estrellas fugaces.

## Reparto
| Actor/Actriz            | Personaje                           |
| ----------------------- | ----------------------------------- |
| Murilo Benício          | Antonio Mourão Ferreira de Souza    |
| Alessandra Negrini      | Rebeca Maciel Mourão                |
| Flávia Alessandra       | Lívia Maciel Mourão                 |
| Leonardo Bricio         | Juliano Mourão Ferreira de Souza    |
| Marília Pêra            | Doña Custodia Alves Serrano         |
| José Mayer              | Martín Amoedo                       |
| Ângela Vieira           | Ava Gardner Maria Ferreira de Souza |
| Lília Cabral            | Verena Alves Serrano                |
| Arlete Salles           | Doña Toña, la bollera               |
| Mauro Mendonça          | Pastor Bilac Maciel                 |
| Cláudio Corrêa e Castro | Padre Ovidio                        |
| Ricardo Petraglia       | Gregory Ferreira de Souza           |
| Ary Fontoura            | Comisario Neris Ferreira de Souza   |
| Nuno Leal Maia          | Ignacio Alves Serrano               |
| Rosi Campos             | Georgina                            |
| Bia Nunnes              | Jacira Ferreira de Souza            |
| Roberto Bomtempo        | Cajão                               |
| Taís Araújo             | Edivânia                            |
| Laura Cardoso           | Yeda Ferreira de Souza              |
| Osmar Prado             | Bernabé de Barros                   |
| Renata Dutra            | Odaísa                              |
| Suzana Ribeiro          | Selma                               |
| Eloísa Mafalda          | Delfina                             |
| Cosme dos Santos        | Zé da Rapadura                      |
| Samara Felippo          | Baby Amoedo                         |
| Mário Frias             | Patricio Amoedo                     |
| Sérgio Hondjakoff       | Daniel Amoedo                       |
| Amélia Bittencourt      | Ruth                                |
| Júlio Braga             | Ananias                             |
| Bia Montez              | Nazaré                              |
| Lulu Pavarin            | Das Dores                           |
| Luka Ribeiro            | Zulú (Edivaldo)                     |
| Marcos Otávio           | Joel                                |
| Carolina Abranches      | Lara                                |
| Carolina Pavanelli      | Bisteca                             |
| Letícia Medella         | Joca                                |
| Camila Farias           | Ester Maciel Mourão                 |
| Helder Agostini         | Antônio Maciel Mourão Jr.           |
| Yan Whately             | Tico                                |
| Samuel Costa            | Pingo                               |

## Emisiones en otras cadenas
Estados Unidos: Telemundo
 México: Azteca 13
 El Salvador: Canal 2
 Guatemala: Canal 3
 Honduras: Sotel
 Costa Rica: Teletica
 Panamá: Televisora Nacional (Panamá)
 Argentina: Telefe / Canal 9
 Chile: Canal 13 (1999), La Red (2003)
 Perú: Panamericana Televisión
 Ecuador: Ecuavisa
 Colombia: Canal A
 Venezuela: Televen
 Bolivia: Unitel
 Paraguay: SNT
 República Dominicana: Tele Antillas